# Schloss Holsthum

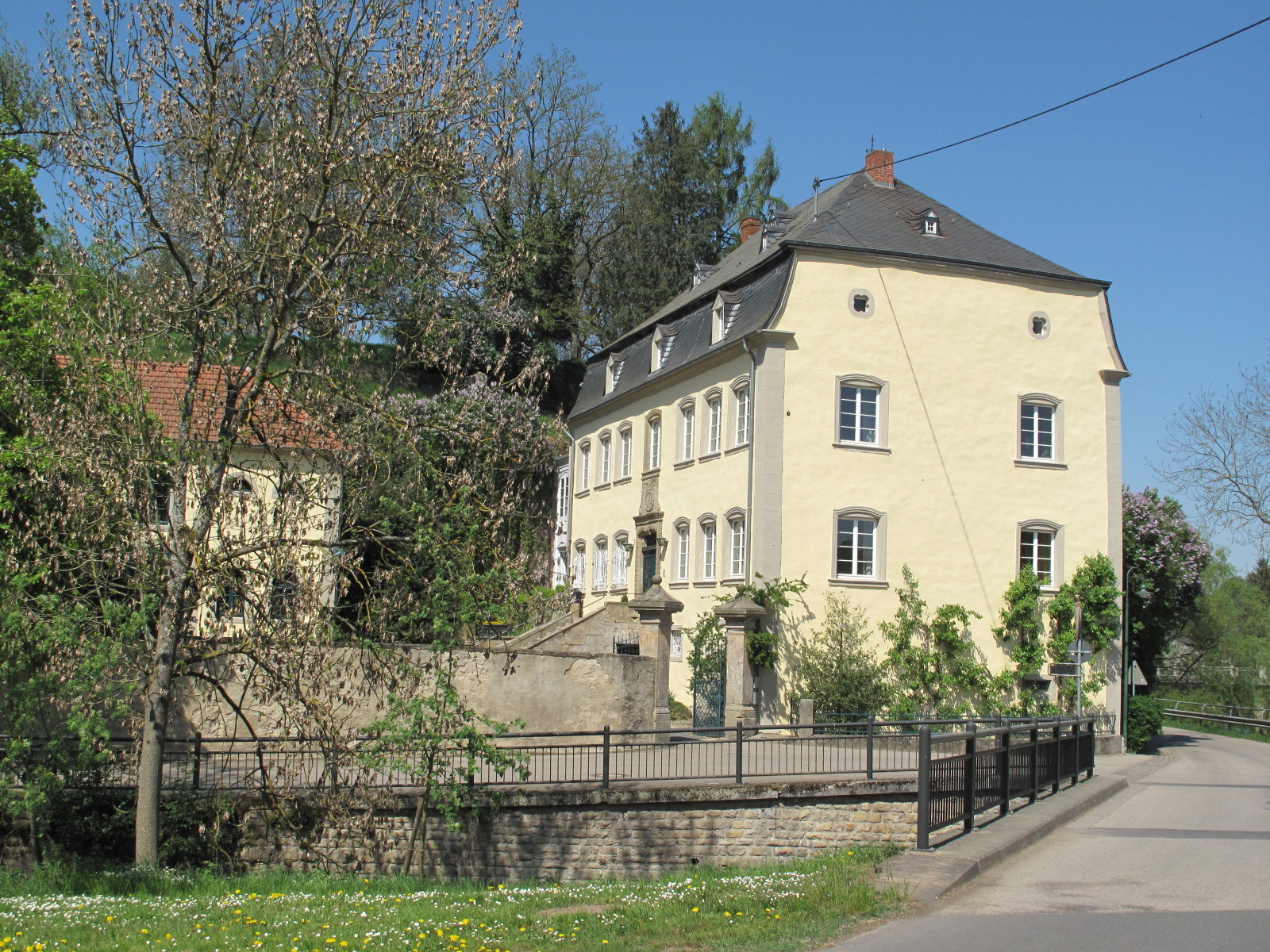
Schloss Holsthum (2011)

Das Schloss Holsthum, auch Herrenhaus Laeis genannt, ist ein Herrenhaus in der Gemeinde Holsthum im rheinland-pfälzischen Eifelkreis Bitburg-Prüm. Es steht als Kulturdenkmal unter Denkmalschutz und ist in die Liste der Kulturdenkmäler in Holsthum eingetragen.
Das heutige Herrenhaus, ein achtachsiger Putzbau mit schiefergedecktem Mansarddach und Krüppelwalm, wurde 1789 durch den Offizianten (Herrschaftsverwalter) Johann Dominik Laeis und dessen Sohn Matthias Dominik Laeis mit Erlaubnis der Baronin Marie Therese von Schmidtburg geb. von Eltz-Rodendorf erbaut. Im 15. Jahrhundert war die Familie von Nickenich Besitzerin Holsthums, ab 1496 die Bourscheider Linie der Herren von Metternich. Ab 1753 waren die Freiherren Schenk von Schmidtburg Besitzer des Holsthumer Hofes.
Das Haus hat 2010 eine behutsame Außenrenovierung erfahren.